# フランソワ・ガニュパン

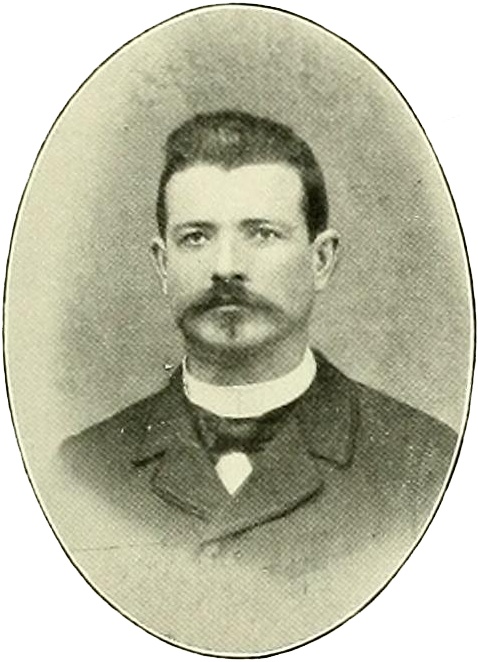
François Gagnepain

フランソワ・ガニュパン（François Gagnepain、1866年9月23日 - 1952年1月25日）はフランスの植物学者である。アシル・ウジェーヌ・フィネ（Achille Eugène Finet:1863-1913）とともに多くの植物の記載を行った。
ニエーヴル県のラヴォーに生まれた。教師をした後、1900年頃からパリ自然史博物館で働いた。ポール・アンリ・ルコントやフィネがフランス領インドシナや中国、日本で集めた植物の記載を行った。
フランス植物学会のコワンシー賞（Prix de Coincy）を1907年に受賞した。ショウガ科の植物の属名 Gagnepainiaに献名された。

## 著作
- Henri Lecomte, François Gagnepain, Henri Humbert,"Flore générale de l'Indo-Chine" (1942)
- François Gagnepain, Jules Eugène Vidal,"Flore du Cambodge, du Laos et du Viêt-Nam"(1961)
- François Gagnepain, "Hybrides des "Galeopsis angustifolia" et "dubia", observés à ...(1889)
- François Gagnepain,"Clef analytique et synoptique des familles de plantes vasculaires ...(1922)
- François Gagnepain, "Topographie botanique des environs de Cercy-la-Tour (Nièvre), Société d'histoire naturelle" (1900)